# Высоково (Дмитровский городской округ)
Высоково — деревня в Дмитровском муниципальном округе Московской области. Население — 26 чел. (2010). 
До 2006 года Высоково входило в состав Настасьинского сельского округа. 

## Расположение
Деревня расположена в центральной части района, примерно в 6 км западнее Дмитрова, у истоков реки Рокши, правого притока Каменки (бассейн Яхромы), высота центра над уровнем моря 217 м. Ближайшие населённые пункты — примыкающее на востоке Маринино, за ним, в 1,5 км — Муравьево и Дятлино — в 2 км на северо-запад.

## Население
| 2002 | 2006 | 2010 |
| ---- | ---- | ---- |
| 36   | ↘35  | ↘26  |